# Medaille Winterschlacht im Osten 1941/42

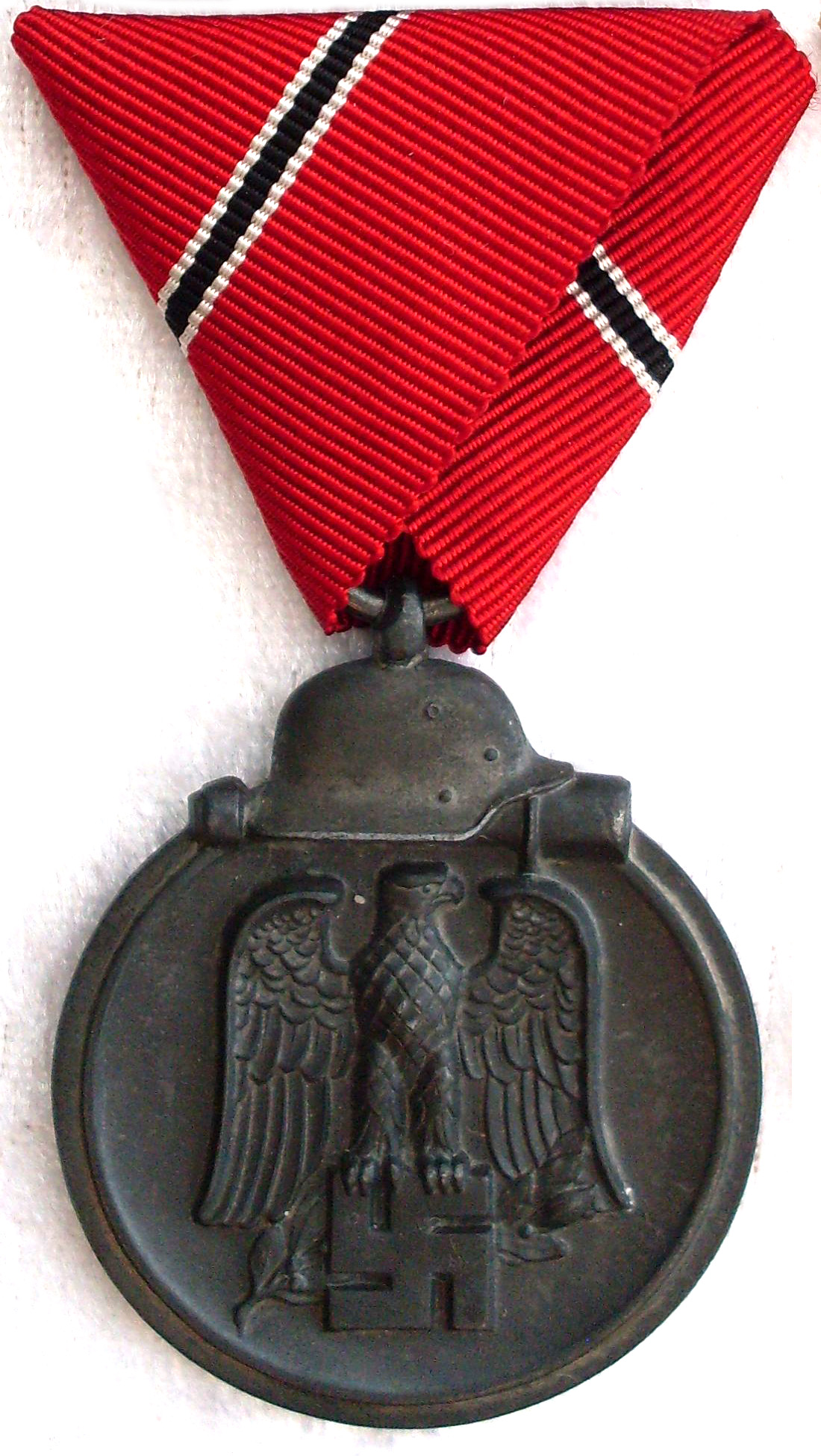
Ostmedaille am Dreiecksband und Bandschnalle

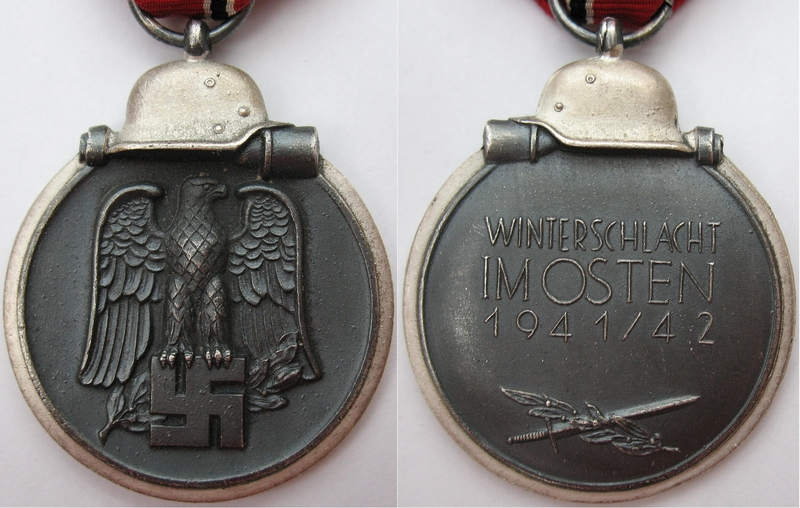
Avers und Revers der Medaille

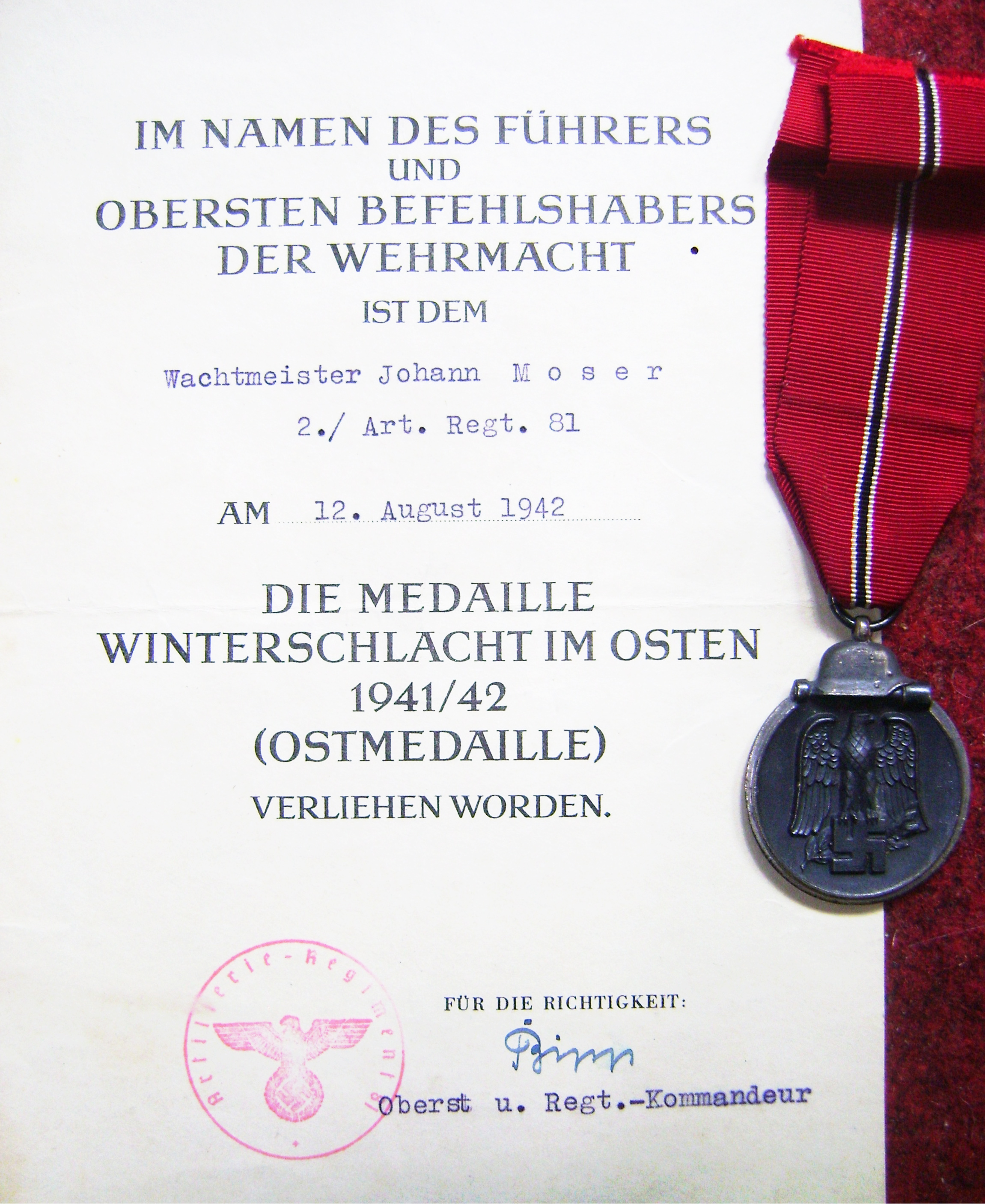
Medaille Winterschlacht im Osten mit Verleihungsurkunde

Die Medaille Winterschlacht im Osten 1941/1942, in der Stiftungsverordnung auch Ostmedaille genannt, war eine deutsche Militärauszeichnung im Zweiten Weltkrieg.

## Hintergrund zur Schaffung der Medaille

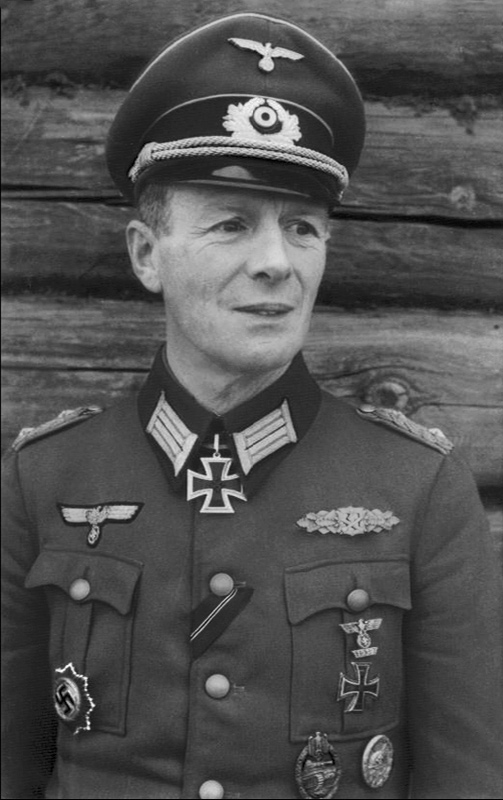
Tragweise des Bandes zur Ostmedaille am 2. Knopfloch der Feldbluse von Gerhard Schmidhuber

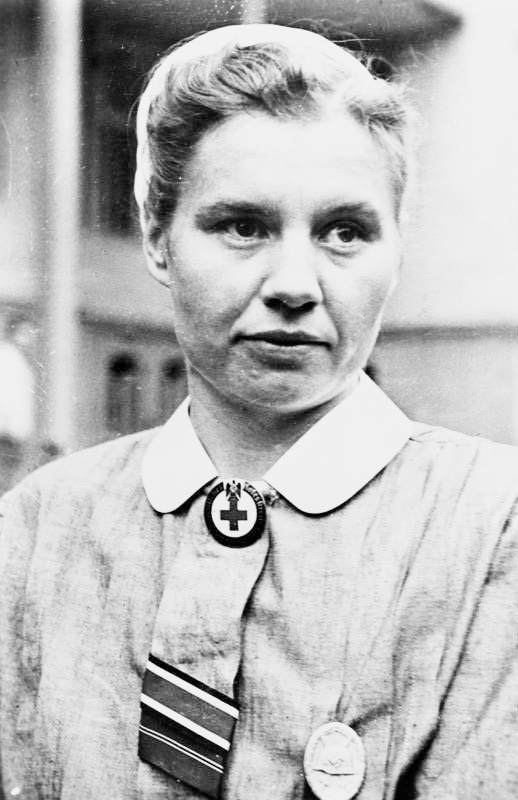
Korrekte Trageweise des Bandes zur Ostmedaille an der Dienstuniform der DRK-Krankenschwester Elfriede Wnuk (unter dem Band zum Eisernen Kreuz II. Klasse)

Nach den großen Anfangserfolgen der deutschen Wehrmacht im Feldzug gegen die Sowjetunion, die mit den Kesselschlachten von Wjasma-Brjansk, Kiew und Smolensk im Spätherbst 1941 ihre Höhepunkte fanden, geriet der deutsche Angriff bis Mitte November 1941 infolge des sich rapide verschlechternden Wetters durch die Rasputiza und die folgenden Schneefälle allmählich ins Stocken. Anfang Dezember 1941 kam der deutsche Vormarsch durch die massiv einsetzenden Gegenangriffe der Roten Armee und mangelnde Winterausrüstung vor Moskau zum Stillstand. Durch die erlittenen großen Verluste an Mensch und Material begann in der Folgezeit der langsame Rückzug der deutschen Einheiten. Die Krise konnte erst mit der Stabilisierung der Ostfront mit Einsetzen der Frühjahrsschlammperiode im März 1942 überwunden werden. Um den Leistungen der deutschen Verbände auch sichtbar Ausdruck zu verleihen, stiftete Adolf Hitler am 26. Mai 1942 die Medaille Winterschlacht im Osten 1941/42. Sie sollte als „Anerkennung für Bewährung im Kampf gegen den bolschewistischen Feind und den russischen Winter 1941/1942“ verliehen werden. 
Der Entwurf der Medaille stammt von SS-Unterscharführer Ernst Krause, einem Grafiker und Angehörigen der Propagandakompanie.

## Stiftungsverordnung
„Verordnung über die Stiftung der Medaille 'Winterschlacht im Osten 1941/42'
In Würdigung des heldenhaften Einsatzes gegen den bolschewistischen Feind während des Winters 1941/42 stifte ich die Medaille 'Winterschlacht im Osten 1941/42' (Ostmedaille).
Artikel 1
Die Ostmedaille wird am Band der Ordensschnalle oder im zweiten Knopfloch des Waffenrocks nach dem Eisernen Kreuz und dem Kriegsverdienstkreuz getragen. Das Band ist rot, in der Mitte von einem schmalen weiß-schwarz-weißen Längsstreifen durchzogen.
Artikel 2
Die Ostmedaille wird verliehen als Anerkennung für Bewährung im Kampf gegen den bolschewistischen Feind und den russischen Winter innerhalb des Zeitraums vom 15. November 1941 bis 15. April 1942.
Artikel 3
Der Beliehene erhält ein Besitzzeugnis.
Artikel 4
Die Ostmedaille verbleibt nach Ableben des Beliehenen als Erinnerungsstück den Hinterbliebenen.
Artikel 5
Die Durchführungsbestimmungen erlässt nach meinen Weisungen der Chef des Oberkommandos der Wehrmacht, erforderlichenfalls im Benehmen mit dem Staatsminister und Chef der Präsidialkanzlei.
Führerhauptquartier, den 26. Mai 1942
Der Führer
Adolf Hitler
Der Chef des Oberkommandos der Wehrmacht
Keitel
Der Staatsminister und Chef der Präsidialkanzlei
des Führers und Reichskanzlers
Dr. Meißner“

## Aussehen
Die Medaille hat einen Durchmesser von ca. 36 × 40 mm. Sie ist mittig geschwärzt und hat einen ca. 1,5 bis 2 mm breiten versilberten Rand. Die eingestanzten Insignien sind vertieft geprägt. Auf der Vorderseite der Medaille befindet sich mittig das Hoheitsabzeichen des Heeres, ein Adler mit angelegten Flügeln. Auf die übliche Version mit ausgebreiteten Schwingen wurde aus Platzgründen verzichtet. In den Fängen hält der Adler ein gerade stehendes Hakenkreuz, in dessen Hintergrund ein Lorbeerzweig zu sehen ist. Über dem Adler befindet sich ein stilisierter deutscher Stahlhelm (M35), der mitunter auch „weiß“ gestaltet wurde. Der Stahlhelm ruht auf einer waagerecht liegenden Stielhandgranate.
Das Revers der Medaille ist leicht nach außen gewölbt und zeigt an seinem oberen Rand ebenfalls den stilisierten Stahlhelm mit waagerechter Stielhandgranate. Mittig ist die Inschrift: WINTERSCHLACHT / IM OSTEN / 1941/42 in Großbuchstaben zu lesen. Die mittlere Zeile („IM OSTEN“) ist etwas größer dargestellt. Unter diesem befinden sich ein Schwert und ein Lorbeerzweig, die sich mittig kreuzen.

## Verleihungsbedingungen
Die Medaille wurde an Soldaten der deutschen Wehrmacht und der Waffen-SS verliehen, die im Zeitraum vom 15. November 1941 bis zum 15. April 1942 an der Ostfront eingesetzt waren und
- mindestens 14 Tage an Gefechten teilgenommen hatten (bei Luftwaffenangehörigen an 30 Einsätzen) oder
- eine Verwundung, für die ein Verwundetenabzeichen verliehen wurde, oder eine Erfrierung erlitten hatten oder
- sich mindestens 60 Tage ununterbrochen im Einsatz bewährt hatten.

Die Ostmedaille konnte bei Erfüllung der Verleihungsvoraussetzungen ebenfalls verliehen werden an:
- Gefallene
- Wehrmachtsangehörige verbündeter Länder, die dem Kommando der deutschen Wehrmacht unterstellt waren
- auf den Führer vereidigte, im Rahmen bzw. in Verbänden der deutschen Wehrmacht kämpfende ausländische Freiwillige (z. B. Niederländer oder Franzosen, vgl. Ausländische Freiwillige der Waffen-SS)
- unter dem Befehl der deutschen Wehrmacht, im Rahmen bzw. in Verbänden der deutschen Wehrmacht kämpfende Freiwillige fremder Volksstämme (z. B. Ukrainer, Weißrussen)
- Frauen und
- sonstige Ausländer.

Der Verleihungszeitraum wurde später erweitert, sodass erst am 15. Oktober 1944 die Verleihung endgültig eingestellt wurde. Die Verleihung selbst konnte durch einen Bataillonskommandeur oder einen höheren Offizier vorgenommen werden. Die Medaille wurde am Band durch das zweite Knopfloch (wenn vorhanden unter dem Eisernen Kreuz II. Klasse) oder an der Ordensschnalle oberhalb der linken Brusttasche getragen.

## Ordensband
Das Ordensband ist rot und mit einem 3 mm breiten, weiß-schwarz-weißen Mittelstreifen besetzt. Die Farbanordnung des Bandes folgte der damaligen Anlehnung an die deutschen Nationalfarben Schwarz-Weiß-Rot in abgeänderten Farbvarianten, allerdings mit einer tatsächlichen Hintergrundsymbolik.
So teilte der Kriegsberichter Joachim Preß, ein Angehöriger der Propagandakompanie Grenzmark-Zeitung (Eisenstadt) auf Anfrage der Zeitschrift Uniformen Markt am 25. September 1942 mit, dass das leuchtende Rot des Bandes für das „tapfere Leben, welches stärker als der härteste Winter in der bekannten Kriegsgeschichte“' war, stehen sollte. Aus diesem Grunde waren die beiden weiße Streifen als Symbol des Winters so schmal gehalten worden, damit das tapfere Leben, also das Rot des Bandes, ungebrochen aus Löchern, Stützpunkten, Bauernkaten und Bunkern, wie ein Feuerbrand unaufhaltsam gen Osten vorrücken konnte. Der schwarze Mittelstreifen symbolisierte dagegen die Erinnerung und Trauer an jeden einzelnen Gefallenen (Kameraden), die still auf dem weißen Leichentuch (Schnee) liegen geblieben waren und so unvergesslich sein sollten. Sie bildeten somit den innersten Kern und das Herzstück des Bandes auf blutrotem Grund.

## Spitznamen der Medaille
Eine bekannte sarkastische Deutung der Farbgebung war folgende:
„Links und rechts die Rote Armee, dazwischen die Rollbahn Smolensk–Moskau und der Schnee.“
Im Soldatenjargon wurde die Medaille deshalb häufig als „Rollbahnorden“ oder mit Bezug auf den extremen russischen Winter 1941/42 mit seinen zahlreichen Fällen von Erfrierungen als „Gefrierfleischmedaille“, „Gefrierfleischorden“ oder „Eisbeinorden“ bezeichnet. Bis zum Jahr 1943 sammelte das Münchner Armeemuseum durch seinen Mitarbeiter Oberstleutnant Miller 32 verschiedene Bezeichnungen für die Ostmedaille, darunter die Bezeichnungen Frost-Medaille, Schneemann mit Stahlhelm, Nordlicht-Erinnerung, Tundra-Orden, Rollbahn-Medaille oder Urlaubs-Ersatzmedaille. Zur Farbgebung des Ordensbandes gab es auch folgenden Reim: „Schwarz ist die Nacht, weiß ist der Schnee und von beiden Seiten die Rote Armee.“

## Verleihungszahlen
Gemäß der Stiftungsverordnung der Ostmedaille waren nur diejenigen Personen verleihungswürdig, die sich östlich der gedachten „Verleihungsgrenze“ in der Sowjetunion aufgehalten hatten. Diese Verleihungsgrenze erstreckte sich dabei ostwärts der Grenzen der Ukraine, Ostland sowie östlich der finnisch-sowjetischen Grenze von 1940. Somit waren alle deutschen und verbündeten Truppenverbände im rückwärtigen Armeegebiet, die zu Sicherungszwecken oder als Reservedivisionen zurückgehalten wurden, sowie die Krimarmee unter dem Kommando von Erich von Manstein nicht verleihungswürdig. Wie viele Soldaten letztlich die Verleihungsgrenze tatsächlich überschritten hatten, ist nur zu schätzen. Von den insgesamt eingesetzten 4.733.990 Soldaten der Wehrmacht an der Ostfront dürften nach vorsichtiger Schätzung rund 2.000.000 bis 2.500.000 Soldaten aller Waffengattungen verleihungswürdig gewesen sein. Die Medaille wurde jedoch auch an Soldaten der verbündeten Streitkräfte in unbekannter Anzahl verliehen. Dazu kommt noch eine weitere unbekannte Anzahl von postumen Verleihungen, die sich ebenfalls im Bereich über 200.000 bewegen dürfte. Diese Zahl entspricht aber nur den deutschen Verlusten bis 31. Dezember 1941 und beinhaltet nicht die Verluste anderer beteiligter Nationen. Unter Berücksichtigung all dieser Tatsachen und der zahlreichen Unklarheiten bei der Verleihung der Medaille durch die Divisionskommandeure vor Ort dürfte die Gesamtverleihungsanzahl der Medaille zwischen 2.500.000 und 3.000.000 Stück gelegen haben.

## Herstellung der Medaille
Die Herstellung der Medaille war aufwendig und fand bei vielen verschiedenen Firmen statt, die mit der Ordensherstellung während des Zweiten Weltkrieges beauftragt waren, beispielsweise die Firma Steinhauer & Lück in Lüdenscheid.

## Sonstiges

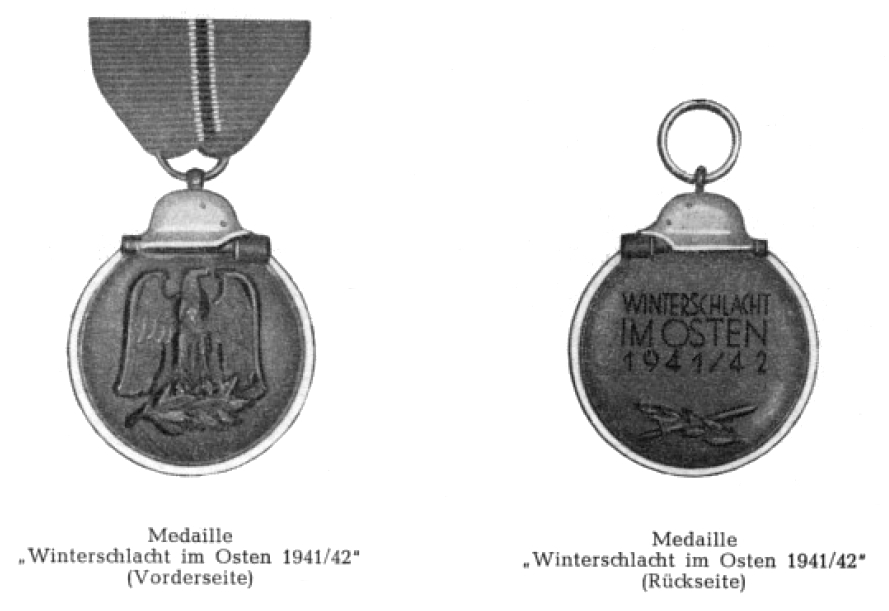
Abbildung der Ostmedaille in der „57er Version“ ohne Hakenkreuz

Nach dem Gesetz über Titel, Orden und Ehrenzeichen vom 26. Juli 1957 ist das Tragen der Auszeichnung in der Bundesrepublik Deutschland nur ohne nationalsozialistische Embleme gestattet.